# Salvator merianae
Аргентинський чорно-білий тегу, також відомий як аргентинський гігантський тегу, чорно-білий тегу або велетенський тегу (Salvator merianae) — вид ящірок із родини теїд. Вид вважається найбільшим представником «ящірок тегу». Це всеїдний вид, що мешкає в тропічних дощових лісах, саванах і напівпустелях східної та центральної Південної Америки.
Інколи утримуються вдома як домашні улюбленці. Вони вирізняються надзвичайно високим інтелектом, можуть бути привчені до лотка. Як і інші плазуни, тегу впадають у сплячку восени, зі зниженням температури, однак демонструють високий рівень активності решту року. Це єдині з відомих частково ендотермічних непташиних плазунів, що збереглися до наших часів.
Тегу заповнюють екологічну нішу, подібну до ніші варанів, але лише віддалено споріднені з ними. Ця подібність є прикладом конвергентної еволюції.

## Етимологія
Аргентинський чорно-білий тегу належить до ряду лускаті та родини теїди, до якої також належать батігохвості та хлистохвості ящірки. Усього існує дев'ять родів тегу, з новими змінами таксономічні класифікації, аргентинський чорно-білий тегу належить до роду Salvator. Назва merianae походить від імені натуралістки та художниці німецького походження Марії Сибілли Меріан, яка вивчала комах, рослини та рептилій у 17—18 століттях.

## Таксономія

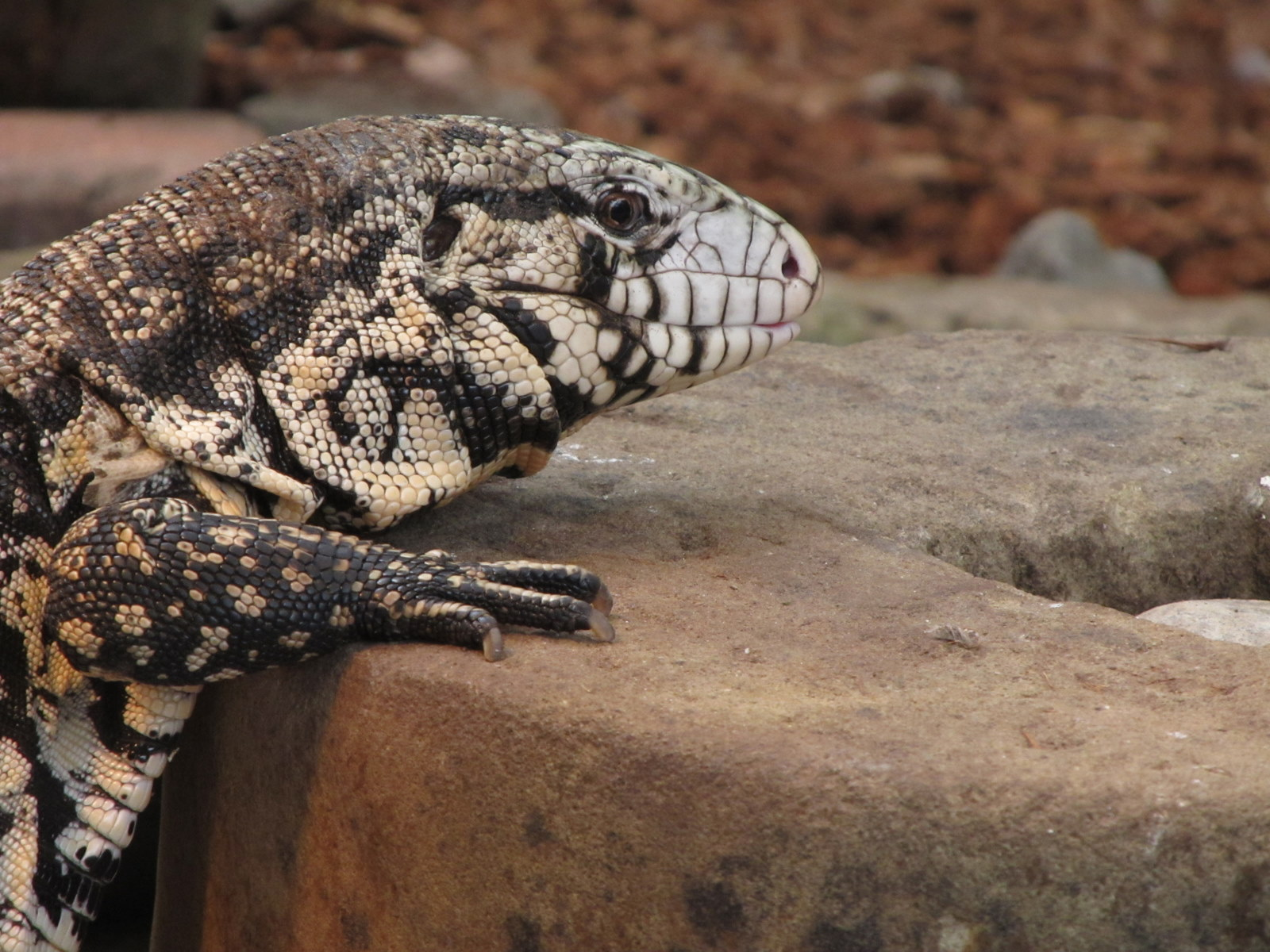
На фото помітні дві лореальні луски між оком і ніздрею аргентинського чорно-білого тегу

У 1839 році цей вид тегу був описаний як Salvator merianae. З 1845 року Tupinambis teguixin вважали синонімом цього виду. У 1995 році виду надали видовий статус Tupinambis merianae. У 2012 році аргентинський чорно-білий тегу був знову віднесений до роду Salvator як Salvator merianae.
S. merianae називають «аргентинським чорно-білим тегу», щоб відрізнити його від «колумбійського чорно-білого тегу», який є іншою назвою золотого тегу. Недобросовісні або некомпетентні продавці тварин іноді видають золотого тегу за аргентинського чорно-білого тегу.
Salvator merianae і Tupinambis teguixin можна відрізнити за текстурою шкіри та кількістю луски:
- S. merianae має дві лореальні луски між оком і ніздрею.

- T. teguixin має лише одну лореальну лусочку між оком і ніздрею.

В екотоні між провінцією Чако та Еспіналем у центральній Аргентині вони природно гібридизуються із червоним тегу (Salvator rufescens) зі стабільною гібридною зоною.

## Опис
Новонароджені ящірки Salvator merianae мають смарагдово-зелене забарвлення від кінчика морди до середини шиї, із чорними смужками. Смарагдово-зелене забарвлення стає чорним через кілька місяців після першого линяння. Хвіст у молодих тегу має жовто-чорні смуги. Найближчі до тулуба жовті смуги з віком змінюються на дещо плямисті. Вік тварини можна визначити за часткою суцільних смуг у її забарвлені. Тегу має здатність відкинути частину свого хвоста, щоб відвернути увагу в разі нападу. Його хвіст також використовується як зброя для атакування агресора. Навіть несильний удар хвоста тегу може залишити синець.
Тегу швидко бігають та можуть бігти на двох лапах на короткі відстані. Вони часто використовують такий біг як засіб територіальної оборони, з розкритою пащею і широко розставленими передніми лапами, щоб виглядати більш загрозливо.
Дорослі самці набагато більші за самок і можуть досягати 91 см завдовжки в зрілому віці. Вони можуть продовжувати рости до 120—140 см.
Самиці набагато менші, але можуть виростати до 91 см завдовжки від носа до кінчика хвоста. Мають плямисте та смугасте забарвлення. Дорослі самиці можуть сягати ваги у 2,5—7 кілограмів.
Череп громіздкої будови з великим лицьовим відростком верхньої щелепи, єдиною передщелепною кісткою, парними носовими кістками, однією лобною кісткою і двома тім'яними кістками, розділеними сагітальним швом. Біомеханічні дослідження показують, що задні відростки тім'яної кістки тегу можуть відігравати важливу роль для подужання скручувальних навантажень, спричинених кусанням з одного боку щелепи. У великих дорослих особин задні зуби більші та округліші за передні зуби.

### Стать
Коли тегу досягає 8-місячного віку, тобто початку періоду статевого дозрівання, його стать можна легко визначити візуально: отвір біля основи хвоста буде випуклим, якщо це самець, і пласким, якщо це самиця. Заводчики зазвичай інформують покупця про стать тварини перед покупкою. У дорослих особин основна відмінність полягає в щелепах; дорослі самці мають значно розвиненіші щелепи (результат гіпертрофованих латеральних крилоподібних м'язів), тоді як у самиць щелепи більш округлі.

## Екологія

### Поширення та ареал існування
Як випливає з назви, цей вид тегу є нативним для Аргентини, однак його географічний ареал охоплює широкий спектр біотопів від тропічних і субтропічних до помірних, від центральної та південної Бразилії до півдня від річки Амазонки, східну Болівію, центральний і східний Парагвай, весь Уругвай і північно-східну та центральну Аргентину.
Salvator merianae (колись відомий як Tupinambis merianae), відомий як аргентинський чорно-білий тегу — велика рептилія, що походить із Південної Америки. Існують значні популяції аргентинських чорно-білих тегу на півдні США та узбережжі Бразилії. Вони є постійно проблематичним інвазивним видом в округах Флориди, найімовірніше, у результаті втечі або випуску на волю в результаті торгівлі домашніми тваринами на початку 2000-х років. Згідно з попередніми дослідженнями, відмінні погодні та кліматичні умови далеко за межами їхнього природного ареалу не заважають популяціям чорно-білих тегу виживати в різних районах Сполучених Штатів, що посилює занепокоєння щодо їхнього інвазивного статусу. У дикій природі тегу мешкають як у лісах, так і на відкритих рівнинах, що розширює їхній потенційний інвазійний ареал.
Тегу неперебірливі до типу середовища існування, допоки мають можливість зариватися в землю. Вони були помічені в чагарниках та вологих біотопах, таких як затоплені савани, канали, ставки та струмки.

### Раціон

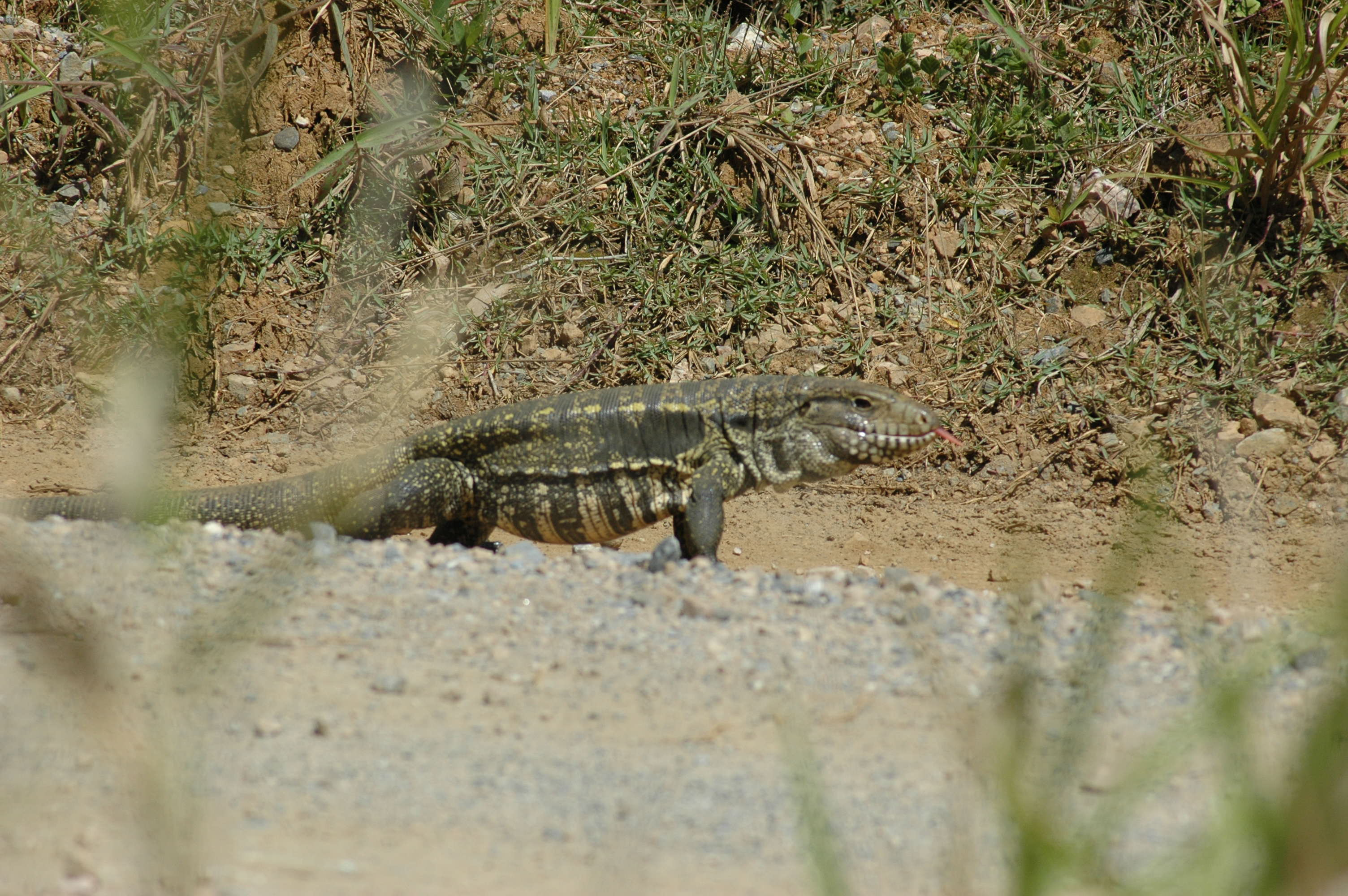
Тегу у природному середовищі

Тегу всеїдні. Молоді тегу в дикій природі харчуються широким спектром безхребетних, включаючи комах, кільчаків, ракоподібних, павуків і равликів. Також вони їдять фрукти та насіння. У міру дорослішання їхній раціон стає більш універсальним та споживання рослин збільшується. Вони можуть вишукувати яйця інших рептилій та птахів, а також їсти дрібних птахів та інших хребетних, таких як риби, жаби, інші ящірки, змії та дрібні ссавці (наприклад, гризуни). У дорослому віці тегу продовжують харчуватися комахами та дикими фруктами — вважається що ці складові їхнього раціону містять необхідні поживні речовини. Окрім того тегу можуть полювати на більшу здобич, наприклад броненосців.
У неволі тегу зазвичай годують високобілковою їжею, яка включає сире або варене м'ясо, наприклад, рублену індичку, консерви та сухий собачий корм, комерційний крокодилячий корм, курятину, яйця, комах і дрібних гризунів. Рекомендується включати в раціон домашніх тегу фрукти. Хоча деякі тегу в неволі неохоче їдять фрукти, інші залюбки ласують бананами, виноградом, манго й папаями. Як і в більшості випадків утримання хижих тварин, рекомендується варити більшість яєць у раціоні, щоб денатурувати білок авідин, який міститься в яєчному білку. Сирий авідин іммобілізує біотин, тому надмірне згодовування сирих яєць може призвести до летального дефіциту біотину в організмі тегу.
У дорослому віці їхні зуби здебільшого затуплюються та гіпертрофуються латеральні крилоподібні м'язи, що робить їх універсальнішими в їхньому раціоні. У неволі вони поїдають різних комах, таких як борошняні хрущаки, чорнотілки, дощові черв'яки, шовкопряди, цвіркуни та таргани, а також хребетну здобич — мишей, щурів, рибу, індичку (у рубаному вигляді), кролика, перепелів і курчат. Також охоче їдять ракоподібних. Як і всі ящірки, чорно-білі тегу потребують правильно збалансованого раціону. Обмежену дієту із комах або рубленого м'яса потрібно притрушувати мінеральною/полівітамінною добавкою. Дефіцит вітамінів може призвести до проблем зі линянням луски, млявості та втрати ваги; дефіцит кальцію може призвести до метаболічного захворювання кісток, що може бути летальним.
Тегу — сумнозвісні своїм апетитом до яєць, що робить їх небезпечними хижаками для морських черепах, алігаторів та крокодилів, оскільки їхні інвазивні популяції поширюються по всій території США.
Тегу можуть їсти все від рослин до пташенят, але їхній раціон змінюється залежно від сезону. Дрібна хребетна здобич є більш поширеною навесні, у той час як рослини та безхребетні частіше споживаються ними влітку.

### Смертність
Природними хижаками тегу є пуми, ягуари, видри, змії, каймани та хижі птахи. Відомим хижаком аргентинського чорно-білого тегу є малий гризон (Galictis cuja), представник родини Мустелових, близький до ласки. Salmonella enterica була виявлена в зразках фекалій майже всіх аргентинських чорно-білих тегу на польовій станції розведення в неволі при Державному університеті Санта-Крус, м. Ільєус, штат Баїя, Бразилія, що ілюструє поширеність сальмонельозові інфекції серед ящірок тегу.

## Поведінка
Аргентинські чорно-білі тегу зазвичай народжуються на початку весни. Коли вони вилуплюються, вони мають вагу близько десяти грамів, а за чотири-п'ять років вони виростають до восьми кілограмів, збільшуючись у розмірах майже у вісімсот разів. За цей час їхній раціон змінюється від комах до дрібних хребетних, яєць, стерва та фруктів. Вони стають репродуктивно зрілими на третій рік життя (коли важать близько 1,5 кілограмів) і припиняють свій ріст приблизно на четвертий рік, причому найвищі темпи росту припадають на перший і другий роки життя. Тегу також мають сезонний циркадний життєвий цикл, який починається упродовж першого року життя, будучи дуже активними в спекотні місяці та впадаючи в сплячку в холодні місяці. Незалежно від пори року, аргентинські тегу не зазнають вагомих коливань у метаболізмі або масі тіла, а це означає, що їхня термочутливість, що лежить в основі швидкості метаболізму, не впливає на їхню вагу тіла. Це відрізняє їх від інших ендотермів і додатково пояснює чергування ендотермічної та ектотермічної поведінки тегу.
У період розмноження самиці аргентинського чорно-білого тегу будують гнізда із сухої трави, дрібних гілок і листя, щоби підтримувати оптимальну температуру і вологість, та відкладає як правило від 12 до 30 яєць. Інкубація яєць триває в середньому 64 дні, з коливаннями від 40 до 75 днів залежно від температури та інших чинників.

### Агресія
Агресія — є життєво важливою рисою поведінки тварин, оскільки вона забезпечує переваги для виживання в умовах обмеженості ресурсів. Для аргентинських тегу кусання супротивника, як правило, ускладнюється їхніми великими розмірами. Незалежно від статі, тегу з більшою силою укусу більш агресивні до потенційних загроз. Тегу з більшою силою укусу також демонструють менший потяг до втечі й, як правило, повільніші в пересуванні.

## Взаємодія з людьми

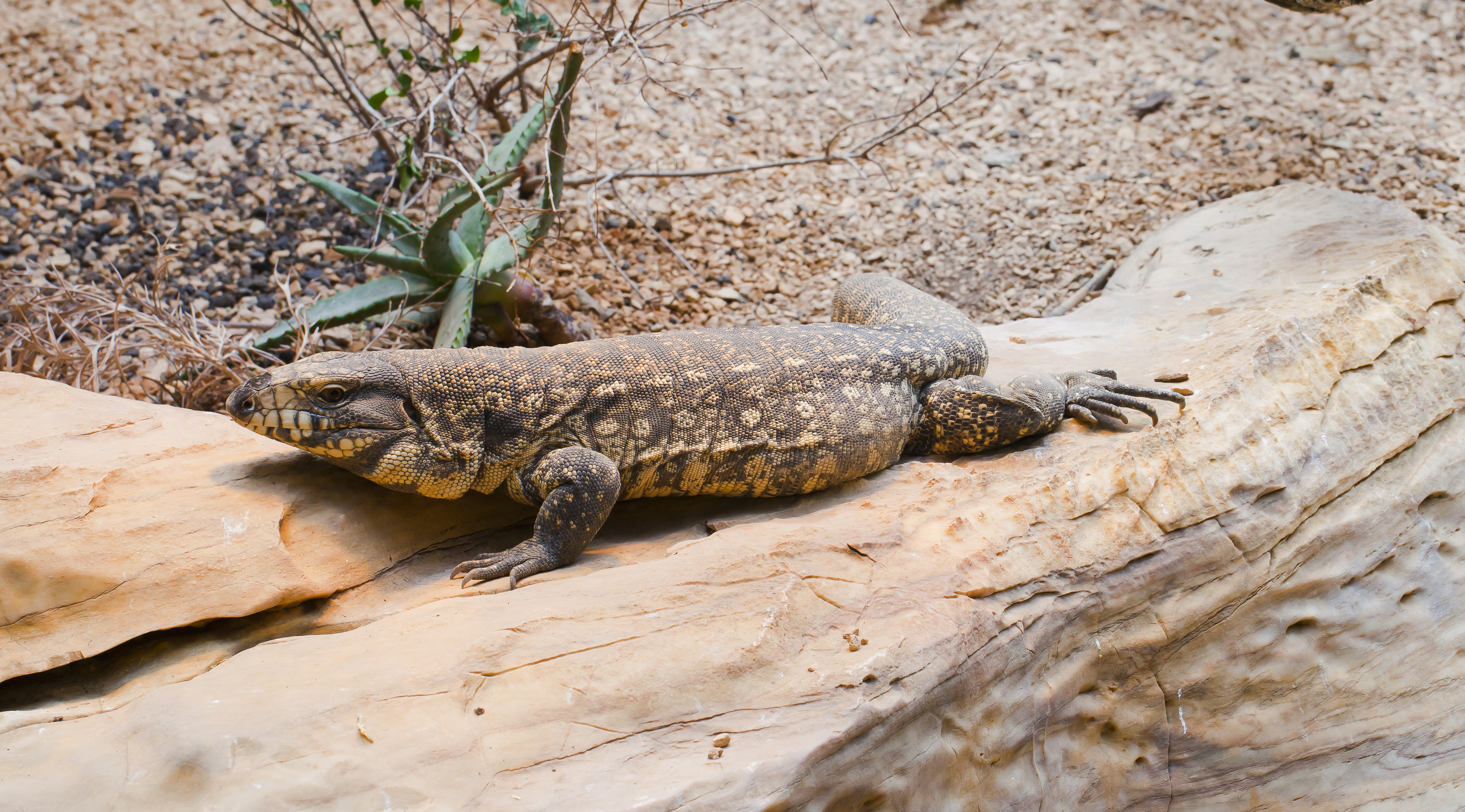
Екземпляр у неволі

### Одомашнення
При утриманні чорно-білих тегу як домашніх улюбленців, їх можна годувати білковою їжею, фруктами та овочами. Джерелом білків у дієті домашнього тегу можуть бути живі жуки, такі як борошняні хрущаки та гусінь бражників, аргентинські таргани та цвіркуни. Іншими джерелами білка є консервовані комахи, збиті чи круто зварені яйця, равлики, качине та куряче м'ясо, креветки, миші або пацюки, живі або заморожені. Чорно-білих тегу також можна годувати фруктами та овочами. Наприклад, їм можна давати ягоди, такі як полуниця, малина й чорниця. Також їх можна годувати бананами, яблуками, ківі, грушами, гарбузами, динями, горохом, кабачками, абрикосами, манго, інжиром, папаєю, канталупою та виноградом.

### Блакитний тегу

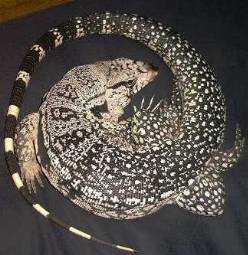
Молодий блакитний тегу (помітна чорна пляма на морді)

Блакитний тегу — різновид, відомий своїм світло-блакитним забарвленням, яке виглядає найбільш інтенсивним і яскравим у дорослих самців. Навіть молодих тварин можна легко відрізнити від інших тегу — переважно чорно-білих — за великою чорною плямою на носі. Це один з оптимальних видів тегу для одомашнення, їх можна легко приручити.
Наукова класифікація блакитного тегу досі неоднозначна. Дехто вважає, що це мутація аргентинського чорно-білого тегу, тоді як інші, у тому числі оригінальний імпортер, вважають, що вони достатньо відрізняються від них, щоб їх можна було класифікувати як окремий вид або підвид. Перший блакитний тегу був привезений із Південної Америки в складі оптової партії тегу з Колумбії.
Забарвлення «блакитного» тегу може варіюватися від простого чорно-білого кольору до альбіноса, пудрово-блакитного й навіть «платинового» (який, по суті, є кольоровим морфом із високим вмістом білого кольору). Виразне забарвлення, як правило, не проявляється, поки тварина не досягає статевої зрілості, приблизно у віці 18 місяців, або поки не виросте до 61 см або більше. Як і аргентинські чорно-білі тегу, блакитні тегу дуже швидко ростуть, досягаючи майже 75 % своєї повної довжини в перший рік життя. Довжина дорослої особини може варіюватися від 76 см у дорослих самиць до 122 см у дорослих самців. На відміну від багатьох інших ящірок, тегу — тварини дуже міцної будови, вагою від 3,2 до 5,4 кг і більше.

### Догляд у неволі
З огляду на їхні розміри, одну дорослу особину тегу слід розміщувати у вольєрі розмірами не менше 180 × 90 × 60 см, з якомога більшою площею підлоги. Для розміщення пари потрібен удвічі більший вольєр. Треба використовувати субстрат товщиною не менше 15 см, що добре утримує вологу. Власниками тегу часто використовується кипарисова мульча, змішана з кокосовим волокном. Для підтримання здоров'я тегу необхідна хороша ультрафіолетова лампа (UVA або UVB). Вони потребують ультрафіолету для вироблення вітаміну D в організмі, а також для метаболізму кальцію. Окрім ультрафіолету, тегу також потрібен температурний градієнт. Це означає, що одна сторона вольєра повинна залишатися прохолоднішою, а інша — значно теплішою. Температура на прохолодній стороні має бути близько 24 °C, а на теплішій — 32 °C. Для здорового линяння бажана вологість у 60—80 %.

### Легальність утримання
28 травня 2021 року Департамент природних ресурсів Південної Кароліни заборонив імпорт і розведення, а також вимагає реєстрації чорно-білих тегу, які вже перебувають на території Південної Кароліни.

### Уживання в їжу
Salvator merianae є звичним джерелом м'яса для місцевих жителів їхнього ареалу. За умови ширшого використання він може стати економічно та дієтично вигідним джерелом м'яса.

### Торгівля шкірою
На аргентинських чорно-білих тегу здавна полюють заради їхньої шкіри. Це один із найбільш експлуатованих видів рептилій у світі, але торгівля ними легальна в більшості країн Південної Америки. Це не загрожений вид, тому надмірний видобуток поки що не відстежується.

## Інвазивний вид
Тегу мають низку фізіологічних рис, які сприяють їхньому успіху як інвазивного виду. Зокрема, вони рано досягають статевої зрілості, розмножуються щорічно, відкладають великі кладки яєць та мають відносно довгу тривалість життя порівнюючи з іншими конкурентними видами. Це найбільші та наймасивніші представники родини теїд. Аргентинські тегу всеїдні та споживають усе: фрукти, безхребетних, дрібних хребетних, яйця або стерво. Вони мають різноманітний природний ареал, що сприяє високому рівню виживання навіть за його межами. Тегу мають здатність уникати небезпечно холодного або сухого клімату, впадаючи в сплячку під землею. Крім того, вони здатні використовувати ендотермію для підвищення температури тіла внаслідок небажаної зміни температури.
Аргентинські чорно-білі тегу, що втекли від торгівлі домашніми тваринами й тепер є інвазивним видом у Флориді, Джорджії та Південній Кароліні. S. merianae вперше був помічений в окрузі Берклі, Південна Кароліна, 10 вересня 2020 року. Станом на 10 вересня 2020 року було зареєстровано вісім подібних спостережень у Південній Кароліні. Станом на 29 квітня 2021 року жителям Флориди тепер законно дозволено вбивати інвазивних аргентинських чорно-білих тегу, помічених на приватній власності, з дозволу землевласників, а також на громадських землях Флориди.
Аргентинський чорно-білий тегу становить особливу загрозу для місцевих птахів та рептилій, які зводять гнізда або риють нори у землі. Зокрема, вони демонструють особливий тип хижої поведінки — вони переслідують та вбивають, але не їдять інших місцевих рептилій.
Спроби встановлення пасток або локальне полювання, здебільшого були безрезультатними у спробах зменшення їхнього згубного впливу в неприродному для них середовищі.